# Петухов, Леонид Андреевич
Леонид Андреевич Петухов (14 марта 1920 года, Киров — 1 марта 2002 года, Москва) — советский военный и государственный деятель, генерал-лейтенант авиации. Герой Социалистического Труда (1976). Начальник Шестого Главного управления (производство ядерных боеприпасов) МСМ СССР (1964—1986).

## Биография
Леонид Андреевич Петухов родился 14 марта 1920 году в Кирове Калужской области.
В 1938 году с окончанием ФЗУ в Кирове поступил в Ленинградский институт инженеров Гражданского воздушного флота. В 1941 году с началом войны институт был преобразован в Военно-воздушную академию РККА. Курс обучения в академии из-за войны стал ускоренным, поэтому в октябре 1941 года Петухов закончил его без защиты диплома.
С конца октября 1941 года он на фронте. Воевал под Москвой, Сталинградом, на Курской дуге, при освобождении Белоруссии, закончил войну в Берлине в составе авиационных частей 16-й воздушной армии, В 1944 году был награждён орденом Красной Звезды, а в 1945 году орденом Отечественной Войны 2 степени.
С окончанием войны служил на инженерных должностях в частях ВВС в составе группы Советских войск в Германии.
В 1947 году поступил в Ленинградскую военно-воздушную академию им. Можайского, по окончании которой в 1949 году служил в инспекции ВВС Главной инспекции Военного ведомства.
В 1951 году был переведён в Первое Главное управление при Совете Министров СССР, преобразованное в 1953 году в Министерство среднего машиностроения СССР.
В 1953 году был назначен на должности старшего и главного инженера на ряд закрытых оборонных предприятий, где отвечал за приемку и испытание ядерных боеприпасов. За что в 1954 году был награждён орденом Трудового Красного Знамени, а в 1955 и 1956 годах — орденами Красной Звезды.
В 1958 году был назначен на должность начальника спецотдела 6-го Главного управления, за работу на этой должности он был награждён в 1960 году орденом «Знак Почёта» а в 1962 году — четвёртым орденом Красной Звезды.
В 1963 году Леонид Андреевич Петухов был назначен на должность директора Приборостроительного завода в городе Златоуст-36. В 1964 году на этом посту его сменяет Александр Георгиевич Потапов.
В 1964 году Петухов был назначен на должность начальника 6-го Главного управления по производству ядерных боеприпасов и комплектующих Министерства среднего машиностроения СССР.
Развивая производство, он не забывал о работниках. При нём началось плановое строительство жилья и ликвидация бараков. В каждом закрытом городе создавалась мощная строительная база, что было хорошей гарантией выполнения планов промышленного и городского строительства.
В 1971 году за успешный выпуск специзделий Указом Президиума Верховного совета СССР он был награждён орденом Ленина.
Указом Президиума Верховного Совета СССР от 9 сентября 1976 года за большой вклад в развитие ядерно-оружейного комплекса страны Леониду Андреевичу Петухову было присвоено звание Героя Социалистического Труда с вручением ордена Ленина и медали «Серп и Молот».
В 1986 году вышел на пенсию, жил в Москве. Был председателем ДОСААФ и ветеранской организации в министерстве среднего машиностроения.
Леонид Андреевич Петухов умер 1 марта 2002 года, похоронен на Троекуровском кладбище в Москве.

## Награды
- Медаль «Серп и Молот»
- Два ордена Ленина (1971, 1972 годы)
- Орден Трудового Красного Знамени (1954 год)
- Два ордена Отесественной Войны 1 и 2 степени (1945, 1985 годы)
- Четыре ордена Красной Звезды (1944, 1955, 1956, 1962 годы)
- Орден «Знак Почёта» (1960 год)
- Государственная премия СССР (1967 год)
- Медали.

## Труды
- Ю. К. Завалишин Создание промышленных ядерных боеприпасов. Саров, 2003 г.
- Слово о приборостроительном: Воспоминания. г. Трехгорный. -Челябинск: Юж.-Урал. кн. изд-во, Юж.-Урал. изд.-торг. дом, 2001.
- Ядерный щит Родины. Приборостроительный завод, г. Трехгорный. — Челябинск: Юж.-Урал. кн. изд-во, Юж.-Урал. изд.-торг.дом, 2000.